# Prínia caranegra (Prinia)

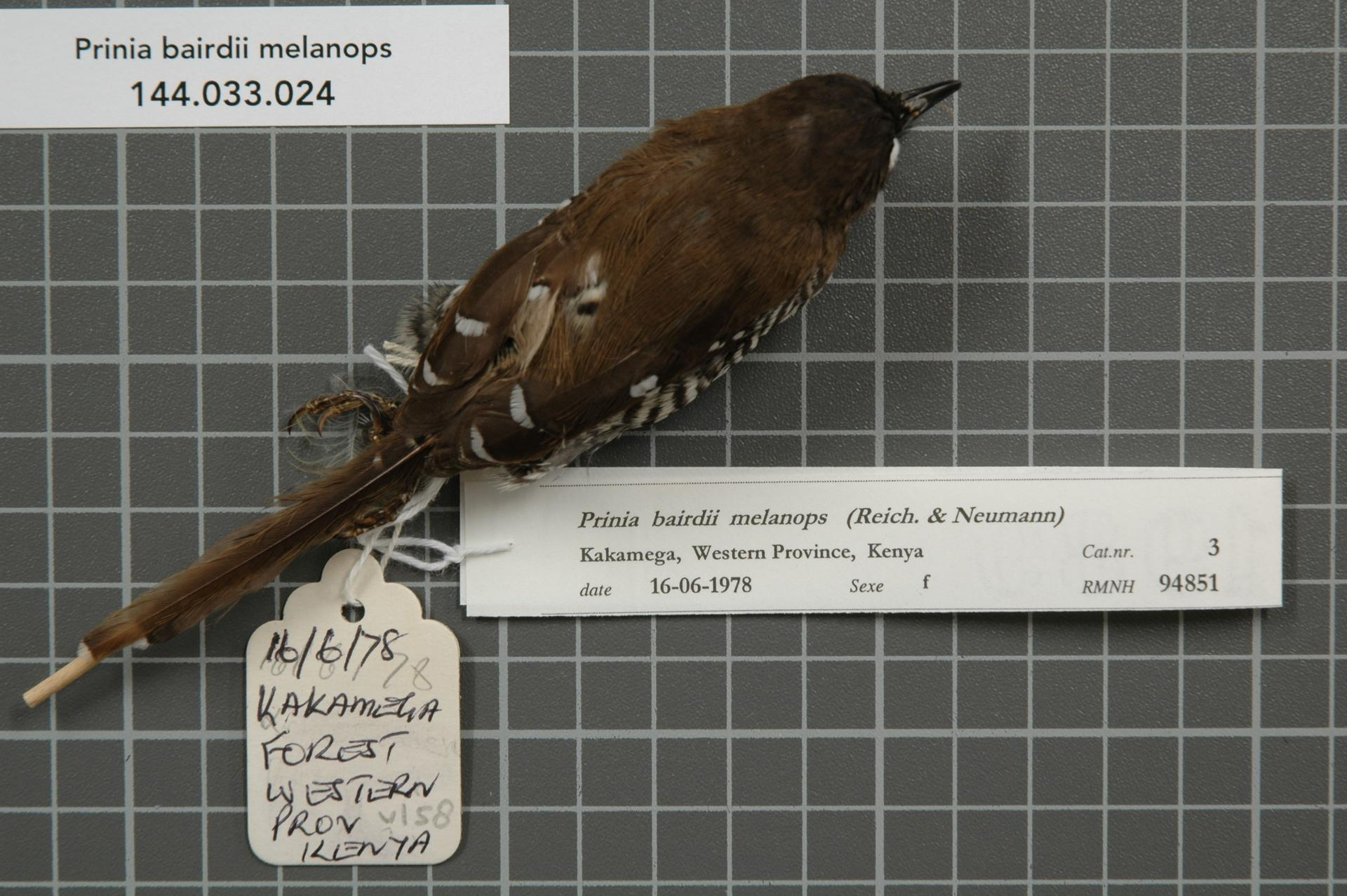
Espècimen de Prínia caranegra.

La prínia caranegra (Prinia melanops) és una espècie d'ocell passeriforme del gènere prinia que pertany a la família Cisticolidae pròpia de la regió dels Grans Llacs d'Àfrica.
Se sol tractar com una subespècie de la prínia esparverenca (P. bairdii) pel que s'aconsella revisar l'estat de l'espècie.